# 直方・鞍手広域市町村圏事務組合
直方・鞍手広域市町村圏事務組合（のおがた・くらてこういきしちょうそんけんじむくみあい）は福岡県直方市殿町7番1号にある事務組合。構成団体は直方市、宮若市、鞍手郡小竹町及び鞍手町の2市2町。ここでは、直方市を除く1市2町の常備消防を行う直方・鞍手広域市町村圏事務組合消防本部についても解説する。

## 概要
出典による。

### 事務内容
1. 広域市町村圏計画の策定並びに同計画の連絡及び調整に関する事務
2. 消防に関する事務。ただし、消防団に関する事務並びに水利施設の設置、維持及び管理に関する事務を除く。
3. 休日等夜間急患センターに関する事務

## 沿革（消防本部含む）
出典による。
- 1952年（昭和27年）11月1日 - 宮田町消防本部・宮田消防署設置
- 1975年（昭和50年）3月1日 - 宮田町、鞍手町、小竹町、若宮町で、直方・鞍手広域市町村圏事務組合消防本部・宮田消防署が発足。
- 1976年（昭和51年）
  - 9月1日 - 鞍手出張所設置
  - 10月1日 - 小竹出張所設置
- 1977年（昭和52年）
  - 3月1日 - 若宮出張所設置
  - 7月21日 - 九州自動車道（若宮～古賀）の開設により当該区間の上下線における救急業務開始。
- 1979年（昭和54年）3月8日 - 九州自動車道（八幡～若宮）の開通により当該区間の上り線における救急業務開始。
- 2006年（平成18年）2月11日 - 宮田町と若宮町が合併し、宮若市となる。

## 直方・鞍手広域市町村圏事務組合消防本部
直方・鞍手広域市町村圏事務組合消防本部（のおがた・くらてこういきしちょうそんけんじむくみあいしょうぼうほんぶ）は福岡県宮若市宮田16-1にある消防本部。

### 概要
出典による。
- 消防本部・消防署所在地：福岡県宮若市宮田16-1
- 管轄区域
  - 宮若市、鞍手郡鞍手町、小竹町の全域  九州自動車道 八幡IC - 古賀IC間（上下線）
- 管轄面積：189.75km2

### 組織
- 消防本部：総務課・予防課・警防課
- 消防署：第1中隊・第2中隊 - 本署・鞍手・若宮・小竹各小隊（第1・第2）

### 主力機械
- 水槽付消防ポンプ自動車:4
- 化学消防車:1
- 救助工作車:1
- 梯子車(30m級):1
- 資材運搬車:1
- 人員搬送車:1
- 後方支援車:1
- 高規格救急車:5
- 指揮車:1
- 連絡車:3
- 査察車:1
- 公用車:1

### 消防署
| 消防署     | 住所           | 出張所                                                                     |
| ---------- | -------------- | -------------------------------------------------------------------------- |
| 宮田消防署 | 宮若市宮田16-1 | 若宮:宮若市福丸260-6 鞍手:鞍手郡鞍手町新延6-11 小竹:鞍手郡小竹町勝野3372-8 |